# Čang Čong Jen
Čang Čong Jen (francosko Tchang Tchong-Jen) je izmišljeni junak Tintina in njegovih pustolovščin, serije stripov, belgijskega karikaturista Hergéja. Čeprav se Čang in Tintin poznata le kratek čas, tvorita globoko vez, ki ju spravi do solz, ko se ločita ali sta ponovno združena.
Čang je zasnovan na kitajskem umetniku Džangu Čongrenu, resničnemu prijatelju Hergéja.
Zgodba, ki ga je predstavila, naj bi močno vplivala na Hergéja in Tintina, zaradi česar je postala ena najbolj priljubljenih serij vseh časov. Njegov naslednji nastop je bil v eni najbolj ganljivih Tintinovih pustolovščin z naslovom Tintin v Tibetu.

## Zgodovina lika
Med načrtovanjem svoje zgodbe je v stik s Hergéjem stopil oče Gosset, kaplan kitajskih študentov univerze Louvain, ki mu je predlagal, naj opravi nekaj dejanskih raziskav življenja na Kitajskem. Hergé se je strinjal in Gosset ga je predstavil Džangu Čongrenu, študentu Académie Royale des Beaux-Arts v Bruslju.
Možakarja, stara 27 let, sta se dobro ujela in Hergé se je odločil, da bo svojega novega prijatelja vključil v zgodbo. Džang je napisal večino kitajskih napisov, ki so bili vključeni v zgodbi, in Hergéju povedal veliko o kitajski kulturi, zgodovini in tehniki risanja. Podrobno je opisal tudi življenje Kitajske v tridesetih letih 20. stoletja, ki je vključevalo okupacijo vzhodnih ozemelj s strani Japoncev, Britancev in Američanov ter drugih zahodnih sil.
Rezultat njunih srečanj je bila zgodba iz leta 1936 z naslovom Sinji lotos, ki je bila pomembni mejnik pri razvoju pustolovščin Tintina. Od tedaj naprej je Hergé temeljito raziskoval svoje teme. Spremenil je tudi pogled do odnosa med domačimi ljudstvi in tujci. Že prej je pozitivno gledal na imperializem v Tintinu v Kongu (izšel leta 1930). Zdaj je v Sinjem lotosu (1934) kritiziral japonsko okupacijo Kitajske in prikazal dogodek, ki je bil navdihnjen zaradi incidenta Mukden. Šanghajsko mednarodno območje s svojimi rasističnimi zahodnimi poslovneži in skorumpirano policijo (ki vključuje bele in sikhske častnike) je bilo tudi prikazano v slabi luči.

## Srečanje s Tintinom
Izmišljeni Čang se v Sinjem lotosu prvič pojavil kot mlada sirota, ki jo Tintin rešil pred utopitvijo. Prvo vprašanje, ki ga zastavi Tintinu je, zakaj bi se beli tujec, kot je Tintin, sploh trudil rešiti nebelega fanta (Tintin povzroči podobna vprašanja, ko pomaga Zorrinu v Sončevem templju). S Tintinom si nato izmenjata predsodke, ki jih imajo Kitajci in ne-Kitajci drug za drugega, in se jim smejeta. Tintin v opisu zahodnih predsodkov vključi lik, ki je podoben Fu Manchu. (Pravzaprav Sinji lotos vsebuje japonskega negativca, imenovanega Micuhirato.)
Zdaj, ko sta postala prijatelja Čang Tintina odpelje v Hu Ko, kjer je bil Tintin na poti ugrabljenega zdravnika. Tam ostaneta pri prijatelju Čangovega pokojnega očeta. Pozneje naletita na Petka in Svetka, ki sta oblečena, kot lika iz kitajske opere, in ju zabavno spremlja polovica prebivalstva.
Petka in Svetka so poslali aretirati Tintina in ga odpeljali v lokalno policijsko postajo, da bi začela postopek izročitve. Vendar na poti izgubita dokument, napisan v kitajščini, ki lokalnim policistom naroča, naj jima pomagajo. Čang papir zamenja z drugim, ki trdi, da sta Petek in Svetek "norca in to dokazujeta". Ko prebere dokument, se šef policije zasmeje od smeha, nato pa Petka in Svetka vržejo ven, Tintina pa izpustijo.
Čang Tintina reši tudi pred japonskim agentom, oblečenim kot fotograf, ki so ga poslali ubiti Tintina.
Tintin Čanga odpelje s seboj nazaj v Šanghaj, da bi poravnal svoje račune s sovražnikom Micuhiratom. Tintin biva na sedežu Zmajevih sinov, tajne družbe, ki se bori proti trgovini z opijem. Čang se vseli k njim in se pridruži bitki razuma proti večji bandi tihotapcev opija.
Čang odigra odločilno vlogo pri zajetju voditeljev tolpe in reši Tintina in druge pred usmrtitvijo. Lopovi vključujejo Tintinovega sovražnika Rastapopulosa. Po prijetju, Čanga posvoji Tintinov zaveznik Vang Žen Gje.
Tintin in Švrk se nato odpravita v Evropo med solznimi in čustvenimi poslovitvami od Čanga in njegove nove družine.

## Čang in Jeti
Čang je v zgodbah ostal neomenjen vse do Tintina v Tibetu, objavljenega skoraj 25 let pozneje leta 1958. V tej zgodbi Čang Tintinu pošlje pismo, v katerem naznani svojo selitev iz Hong Konga, kjer je živel, v London, da bi delal v trgovini s starinami v lasti Vangovega brata. Vendar njegovo letalo strmoglavi nad gorami Tibeta. Čang preživi nesrečo, medtem ko vsi njegovi sopotniki umrejo, nakar ga reši jeti, skrivnostno bitje, ki naj bi živelo v Himalaji. Jeti skrbi za Čanga, oskrbuje ga s hrano, ko pa pride reševalna ekipa, odpelje Čanga, šibkega z vročino, kolikor stran je le mogoče.
Tintin je prepričan, da Čang ni mrtev, potem ko ga vidi v sanjah klicati na pomoč. Proti vsej logiki se odločil, da ga bo poiskal s hudomušno pomočjo kapitana Haddocka, ki skupaj s skoraj vsemi drugimi verjame, da je Čang umrl.
Tintin in Haddock na koncu izsledita Čanga in jetija do druge jame in ga uspeta spraviti ven po solznem srečanju.
Čeprav ga mora zapustiti, je Čang jetiju zelo hvaležen, ker ga je ohranil pri življenju, in ga opisuje kot "snežnega moža", ne pa kot "strašnega". Ko se Tintin vpraša, ali bi ga nekega dne lahko ujeli, Čang temu nasprotuje, saj meni, da je treba na jetija gledati kot na človeka in ne kot na divjo žival.
Čang se nato odpravi v London, od koder ohranja stike in pošilja pisma Tintinu in Haddocku (glej Primadonini dragulji).
Tintin v Tibetu je bilo morda Hergéjevo najgloblje osebno delo. Ko ga je napisal, že desetletja v resničnem življenju ni videl Džanga. Kasneje, leta 1981, je francoskim medijem uspelo najti Džanga na Kitajskem in se z njim dogovoriti za srečanje s Hergéjem v Evropi. Leta 1985 je Džang dobil francosko državljanstvo in se nastanil v Parizu, da bi poučeval, kjer je leta 1998 umrl.